# Streptocephalus bouvieri
Streptocephalus bouvieri är en kräftdjursart som beskrevs av Daday 1908. Streptocephalus bouvieri ingår i släktet Streptocephalus och familjen Streptocephalidae. Inga underarter finns listade i Catalogue of Life.